# Dwergbiezen-klasse
De dwergbiezen-klasse (Isoeto-Nanojuncetea) is een klasse van syntaxa die pioniervegetatie omvat op vochtige, vaak dichtgeslagen bodems. De gemeenschappen uit de dwergbiezen-klasse vormen dikwijls inslaggemeenschappen en zijn hoofdzakelijk opgebouwd uit eenjarige pionierssoorten.

## Naamgeving en codering
| Isoeto-Nanojuncetea bufonii Br.-Bl. & Tx. 1934 |

- Syntaxoncode voor Nederland (rVvN): r29

De wetenschappelijke naam Isoeto-Nanojuncetea is afgeleid van de botanische namen van enkele belangrijke soorten binnen deze klasse, de zeldzame kleine- (Isoëtes echinospora) en grote biesvaren (Isoëtes lacustris) en greppelrus (Juncus bufonius).

## Fysiognomie
Deze klasse wordt in de Lage Landen gekenmerkt door een zeer open en laagblijvende vegetatie met volledige afwezigheid van de boom- en de struiklaag.
In de kruidlaag zijn eenjarige planten dominant, zijn vormen zich ieder jaar opnieuw uit zaad als de omstandigheden gunstig zijn. De hoofdbloei vindt plaats op het einde van de zomer.
De moslaag is dikwijls opvallend aanwezig met zowel bladmossen als levermossen.

## Ecologie
De dwergbiezen-klasse omvat plantengemeenschappen van natuurlijke of antropogene kale, vochtige standplaatsen, zoals strandjes langs zoet stilstaand water, randen van duinplassen en vennen, in vochtige zandgroeven en retentiebekkens, plagplekken, recent gegraven of uitgebaggerde sloten en greppels. Dikwijls is de bodem verdicht, zoals op licht betreden paadjes. Ze vormen dikwijls kleine oppervlakten binnen een groter geheel van blauwgraslanden, heischrale graslanden en vochtige heiden.

## Onderliggende syntaxa in Nederland en Vlaanderen
De dwergbiezen-klasse wordt in Nederland en Vlaanderen vertegenwoordigd door slechts één orde en één onderliggend verbond. In totaal komen er uit de klasse in Nederland en Vlaanderen vier associaties voor. Daarnaast worden er twee klasseoverschrijdende rompgemeenschappen van het dwergbiezen-verbond onderscheiden.
- - dwergbiezen-orde (Nanocyperetalia)
    - dwergbiezen-verbond (Nanocyperion)
      - draadgentiaan-associatie (Cicendietum filiformis)
      - associatie van borstelbies en moerasmuur (Isolepido-Stellarietum uliginosae)
      - associatie van dwergbloem en hauwmos (Centunculo-Anthocerotetum punctati)
      - grondster-associatie (Digitario-Illecebretum)

- rompgemeenschap met bleekgele droogbloem (RG Gnaphalium luteo-album-[Nanocyperion/Polygonion avicularis])
- rompgemeenschap met moerasdroogbloem (RG Gnaphalium uliginosum-[Nanocyperion/Bidentetea])

- rompgemeenschap met zomprus (RG Juncus articulatus-[Bidentetea/Isoeto-Nanojuncetea])

## Diagnostische taxa voor Nederland en Vlaanderen
In de onderstaande synoptische tabel staan de belangrijkste kensoorten en begeleidende soorten van de dwergbiezen-klasse voor Nederland en Vlaanderen.
Kruidlaag
| Kentaxon | Diff. soort | Presentie | Triviale naam       | Botanische naam          | Opmerking | Afbeelding |
| -------- | ----------- | --------- | ------------------- | ------------------------ | --------- | ---------- |
| kK       | -           |           | greppelrus          | Juncus bufonius          |           |            |
| kK       | -           |           | wijdbloeiende rus   | Juncus tenageia          |           |            |
| kK       | -           |           | koprus              | Juncus capitatus         |           |            |
| kK       | -           |           | dwergrus            | Juncus pygmaeus          |           |            |
| kK       | -           |           | kleine kattenstaart | Lythrum hyssopifolia     |           |            |
| bg       | -           |           | moerasdroogbloem    | Gnaphalium uliginosum    |           |            |
| bg       | -           |           | borstelbies         | Isolepis setacea         |           |            |
| bg       | -           |           | grondster           | Illecebrum verticillatum |           |            |
| bg       | -           |           | draadgentiaan       | Cicendia filiformis      |           |            |
| bg       | -           |           | dwergbloem          | Centunculus minimus      |           |            |
| bg       | -           |           | dwergvlas           | Radiola linoides         |           |            |

Moslaag
| Kentaxon | Diff. soort | Presentie | Triviale naam       | Botanische naam          | Opmerking | Afbeelding |
| -------- | ----------- | --------- | ------------------- | ------------------------ | --------- | ---------- |
| bg       | -           |           | gewoon landvorkje   | Riccia glauca            |           |            |
| bg       | -           |           | gewoon puntmos      | Calliergonella cuspidata |           |            |
| bg       | -           |           | gewoon broedpeermos | Pohlia annotina          |           |            |